# Єкатериновка (Тюльганський район)
Єкатери́новка (рос. Екатериновка) — село у складі Тюльганського району Оренбурзької області, Росія.

## Населення
Населення — 149 осіб (2010; 189 у 2002).
Національний склад (станом на 2002 рік):
- росіяни — 78 %